# Mäntsälä
Mäntsälä – gmina w Finlandii, położona w południowej części kraju, należąca do regionu Uusimaa.